# Cathédrale Saint-Paul de London
Ne doit pas être confondu avec Cathédrale Saint-Paul de Londres.
Cette  cathédrale ne doit pas être confondue avec une autre cathédrale de London.
 D’autres cathédrales portent le nom de cathédrale Saint-Paul.
La cathédrale Saint-Paul de London est une cathédrale anglicane canadienne de l’Ontario.
Elle est le siège du diocèse anglican de Huron (en) de l’Église anglicane du Canada.
Elle a été construite dans un style néogothique par William Thomas entre 1844 et 1846, en remplacement de la précédente église, construite en 1834 et détruite par le feu en 1844. C'est l'église la plus ancienne de la ville. Elle a été désignée comme bien patrimonial par la ville de London en 2005.

## Sources
- Registre aux fins de la Loi sur le patrimoine de l'Ontario
- Répertoire canadien des lieux patrimoniaux

- (en) Cet article est partiellement ou en totalité issu de l’article de Wikipédia en anglais intitulé « St. Paul's Cathedral (London, Ontario) » (voir la liste des auteurs).
- (en) Site officiel